# Maria Clara & JP
Maria Clara & JP é a marca de um canal infantil brasileiro, voltado para o público infantil, veiculado no YouTube e estrelado por Maria Clara Melo do Amaral (Rio de Janeiro, 18 de agosto de 2011) e pelo seu irmão João Pedro Melo do Amaral, o "JP" (Rio de Janeiro, 29 de outubro de 2008). Ambos produzem os vídeos do canal em família com a participação de seus pais, Ana Carolina e Gibson.
O canal Maria Clara & JP é o maior da categoria no Brasil, no acumulado de visualizações e figura na lista dos 10 maiores canais brasileiros. É considerado um fenômeno com seus mais de 39 milhões de inscritos na plataforma e mais de 26 bilhões de visualizações acumuladas desde 2015, quando foi lançado, e o primeiro vídeo do canal foi Maria ensina como fazer bolo de fubá.
Os vídeos retratam o universo lúdico das crianças, com brincadeiras do cotidiano da família, música, histórias, jogos e desafios.
A história da família como fenômeno na internet começou quando Ana Carolina da Silva Melo, mãe das crianças, percebeu que a filha de então 4 anos era muito desenvolta em frente às câmeras e resolveu gravar suas brincadeiras. Logo, João Pedro, o JP, também sentiu vontade de participar dos vídeos e desde então as brincadeiras dos irmãos, com a produção dos pais, ganharam as telas de crianças no Brasil e no mundo.
Atualmente a família mora e produz seus vídeos em Orlando, nos Estados Unidos.
Além do canal principal, a família produz também os canais Família Maria Clara & JP, com mais de 5 milhões de inscritos, e o Maria Clara e JP Games, com mais de 1 milhão inscritos (em 2023).

## Informações

### Outros canais
A família também se comunica com seu público por meio de outros canais, como os perfis no Instagram @mariaclara_e_jp, @figurinhadaarea, @jpmelooficial e @mundomariaclaraejp – este último dedicado exclusivamente aos produtos licenciados.

### Pais
Ana Carolina da Silva Melo cursou marketing e antes de se tornar produtora de vídeos, era empresária do ramo financeiro.
Gibson Alvim do Amaral Neto é formado em Contabilidade, e antes de se tornar produtor de vídeos, trabalhava como funcionário público no Brasil. 

### Crescimento
Com a mudança de comportamento das famílias durante à pandemia de COVID-19 no ano de 2020, o canal Maria Clara & JP viu seu número de visualizações crescer 70%, apesar de mudanças nas regras de publicidade infantil terem freado o faturamento de todos os canais do gênero no YouTube.

### Música
Alguns vídeos do canal têm centenas de milhões de visualizações, como os musicais "LEARN COLORS FOR CHILDREN", o mais visto do canal, e o "Música do Banho".

### Licencimentos[3]
Em setembro de 2020, o canal Maria Clara & JP lançou a sua linha de produtos licenciados por meio de uma parceria com a agência Ziggle Licensing.
Além de bonecos dos dois irmãos em parceria com a Rosita Brinquedos, a agência lançou também outras linhas de brinquedos, roupas, jogos, cosméticos, produtos de festas infantis e calçados com a marca, entre outros.

### Publicidade
Maria Clara & JP participaram de diversas campanhas publicitárias. Entre elas, a dupla foi estrela da campanha de Dia das Crianças da varejista carioca Casa & Video em 2020. A campanha sorteou, além de vale-compras, um encontro com a dupla de irmãos numa ação idealizada pela Ziggle, agência de licenciamento responsável pela marca Maria Clara & JP.
Em 2020, Maria Clara & JP foram nomeados pela Sociedade Brasileira de Dermatologia Embaixadores do Dezembro Laranja — campanha da que alerta a população sobre a importância da prevenção desde a infância e os perigos do câncer de pele.

### Prêmios
No ano de 2020, a marca recém-lançada já ganhou o Prêmio Top Kids EP Grupo por sua parceria com a Ziggle, na categoria “Licença Destaque 2020”. A conquista do prêmio de licença do ano ocorreu em evento realizado pelo EPGrupo, considerado o encontro oficial do setor no país, e contempla 12 categorias. A escolha dos premiados é realizada por meio de uma pesquisa do próprio EP Grupo, que consulta todo o setor incluindo representantes comerciais, fabricantes, importadores, distribuidores e varejistas de todo o Brasil. A conquista do prêmio mostra o sucesso de vendas dos produtos dos personagens.
No mesmo ano, o canal Maria Clara & JP entrou na lista iBest TOP 10 que reconhece os melhores YouTubers do Brasil. O prêmio iBest identifica as maiores iniciativas digitais brasileiras por meio de um algoritmo próprio que mede a relevância considerando métricas como em sites, aplicativos, redes sociais, entre outros parâmetros.